# Gheorghe I. Brătianu
Gheorghe I. Brătianu (Boteni, 3 febbraio 1898 – Bucarest, 23-27 aprile 1953) è stato un politico e storico rumeno, membro della famiglia Brătianu.

## Biografia
Nato a Ruginoasa, nella contea di Baia (oggi nel distretto di Iaşi), figlio di Ion I. C. Brătianu, ex primo ministro rumeno e della principessa Maria Moruzi (vedova di Alexandru Ioan Cuza), studiò al liceo nazionale di Iaşi. Proseguì gli studi militari, diplomandosi alla Scuola di artiglieria nel marzo del 1917, ottenendo il grado di tenente con decreto reale. In questa veste, prese parte alle battaglie dell'esercito rumeno sul fronte moldavo nella Valle del Trotuș, durante la prima guerra mondiale. Nell'agosto del 1917, a 19 anni, fu ferito a Cireşoaia e mandato dietro il fronte.
Nel 1917, Brătianu iniziò i suoi studi di giurisprudenza all'Università di Iaşi, dove si laureò nel 1920. Nel 1922 consultò gli archivi di Genova e Napoli, e sotto la guida di Nicolae Iorga trascrisse i documenti dei notai genovesi riferite alle colonie genovesi del Mar Nero, che vennero pubblicate negli anni 1935-1937.
Dopo aver conseguito un dottorato di ricerca presso l'Università di Cernăuţi nel 1923, iniziò a insegnare storia presso l'Università di Iaşi. Si sposò nel 1925 con Elena Sturdza (1901-1971), figlia di Grigore Sturdza, con la quale ebbe tre figli. In seguito proseguì i suoi studi di storia alla Sorbona, dove conseguì un secondo dottorato di ricerca in lettere nel 1929, sotto la direzione di Ferdinando Lot. Nel 1940 divenne professore di storia all'Università di Bucarest. Dal 1928 fu membro corrispondente dell'Accademia rumena e nel 1942 ne fu eletto membro titolare.

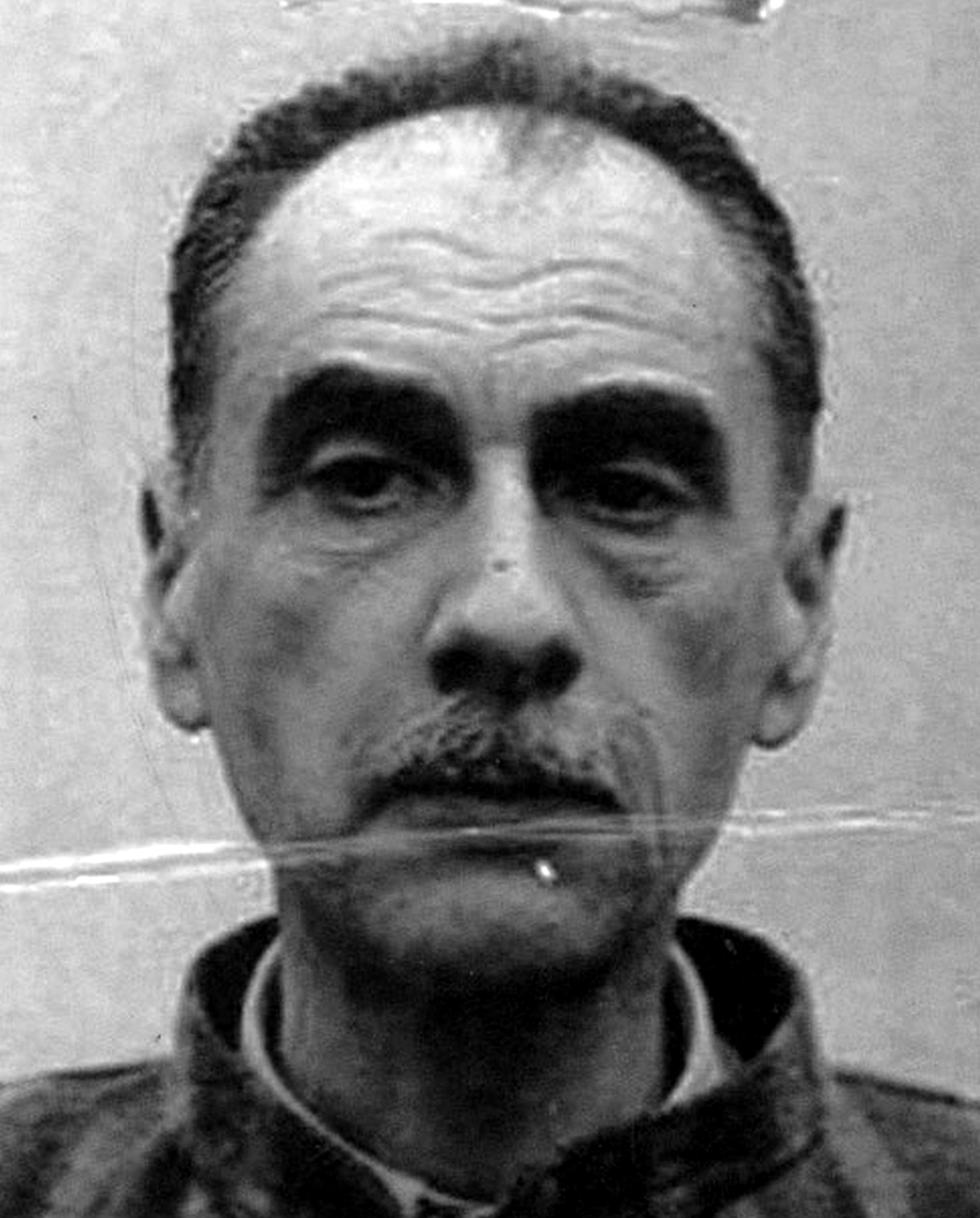
Gheorghe I. Brătianu durante la detenzione

Affiliato inizialmente al Partito Nazionale Liberale (con il quale viene eletto alla Camera dei Deputati della Romania per diversi mandati tra il 1927-1928 e 1931-1937), si staccò dal movimento per creare e guidare il Partito Liberal Nazionale-Brătianu.
Nel 1947 le autorità comuniste disposero gli arresti domiciliari nei suoi confronti; venne sospeso dall'insegnamento e gli fu il titolo di membro dell'Accademia rumena. A maggio del 1950 fu arrestato dalla Securitate e, senza processo, imprigionato nel carcere di Sighet - dal 1952 nella cella num. 8 a piano terra, trasferito l'anno seguente nel terzo settore, cella numero 73. Qui morì tre anni dopo (tra il 23 e il 27 aprile), in circostanze misteriose - suicidio secondo le autorità, pestaggio violento secondo la moglie Elena e la figlia Maria.

## Opere (selezione)
- Recherches sur le Commerce Génois dans le Mer Noire au XIIIe Siècle, Parigi, Paul Geuthner, 1929.
- Privilèges et franchises municipales dans l'Empire Byzantin, Parigi, P. Geuthner; Bucharest, "Cultura naţională", 1936.
- Les Vénitiens dans la mer Noire au 14e siècle: la politique du sénat en 1332-33 et la notion de la latinité, Bucarest: Impr. Nat., 1939.
- O enigmă și un miracol istoric: poporul român, 1940.
- Tradiția istorică despre întemeierea statelor românești, 1945
- Sfatul domnesc și adunarea stărilor în Principatele române (postumo)
- Marea Neagră. De la origini până la cucerirea otomană (postumo)